# Liste der Biografien/Kiz
Liste der Biografien |
Portal Biografien |
Personensuche
# |
A |
B |
C |
D |
E |
F |
G |
H |
I |
J |
K |
L |
M |
N |
O |
P |
Q |
R |
S |
T |
U |
V |
W |
X |
Y |
Z |
?
 
Ka |
Kb |
Kc |
Kd |
Ke |
Kf |
Kg |
Kh |
Ki |
Kj |
Kl |
Km |
Kn |
Ko |
Kp |
Kr |
Ks |
Kt |
Ku |
Kv |
Kw |
Ky |
Kx |
Kz
 
Kia |
Kib |
Kic |
Kid |
Kie |
Kif |
Kig |
Kih |
Kii |
Kij |
Kik |
Kil |
Kim |
Kin |
Kio |
Kip |
Kir |
Kis |
Kit |
Kiu |
Kiv |
Kiw |
Kix |
Kiy |
Kiz
Die Liste der Biografien führt alle Personen auf, die in der deutschsprachigen Wikipedia einen Artikel haben. Dieses ist eine Teilliste mit 33 Einträgen von Personen, deren Namen mit den Buchstaben „Kiz“ beginnt.

## Kiz

### Kiza
- Kizaki, Ryōko (* 1985), japanische Langstreckenläuferin
- Kizaki, Satoko (* 1939), japanische Schriftstellerin
- Kizawa, Masanori (* 1969), japanischer Fußballspieler
- Kizawa, Minoru (* 1947), japanischer Astronom

### Kize
- Kizer, Carolyn (1925–2014), US-amerikanische Schriftstellerin und Pulitzer-Preisträgerin

### Kizh
- Kizhakkeveettil, Joshuah Ignathios (* 1950), indischer Geistlicher, Bischof der Eparchie Mavelikara

### Kizi
- Kizierowski, Bartosz (* 1977), polnischer Schwimmer
- Kizil, Bahar (* 1988), deutsche Sängerin, Songschreiberin und TänzerinBahar Kizil (* 1988)

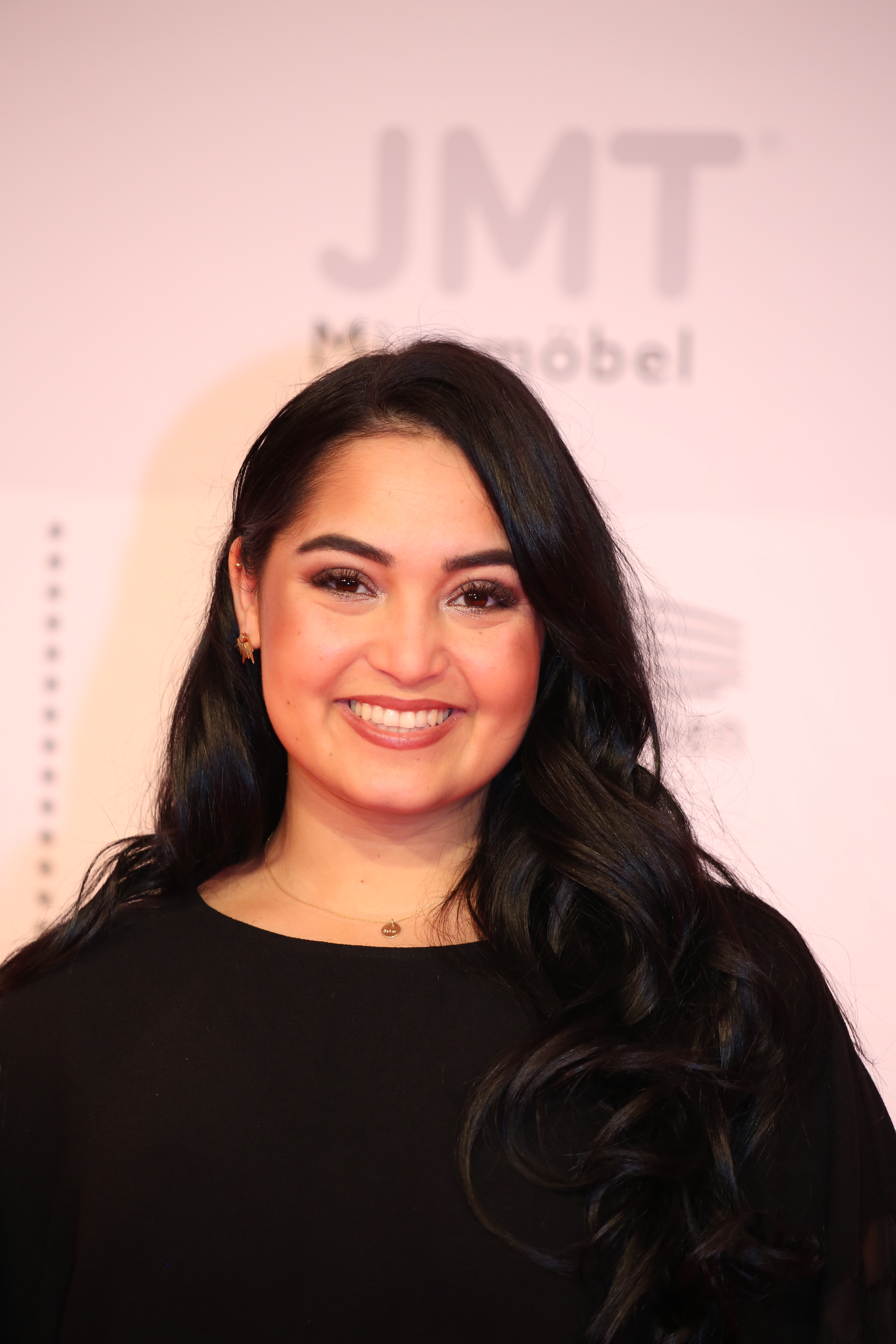
Bahar Kizil (* 1988)

- Kızılarslan, Muhammet (* 1986), türkischer Skilangläufer
- Kızılay, Furkan (* 1990), türkischer Schauspieler und Musiker
- Kizilcay, Mustafa (* 1955), türkisch-deutscher Universitätsprofessor für Elektrotechnik
- Kızıldoğan, Esra (* 1980), türkische Schauspielerin
- Kızılhan, Jan İlhan (* 1966), Psychologe, Autor und Herausgeber
- Kızılırmak, Erkut (* 1969), türkischer Automobilrennfahrer
- Kızılkaya, Ali (* 1963), deutscher Vorsitzender des Islamrats für die Bundesrepublik Deutschland
- Kızılkaya, Veli (* 1985), türkischer Fußballspieler
- Kızılok, Fikret (1946–2001), türkischer Musiker, Songschreiber
- Kızıltan, Özcan (* 1959), türkischer Fußballspieler und -trainer
- Kızıltan, Zeynep, türkische Archäologin
- Kiziltepe, Cansel (* 1975), deutsche Politikerin (SPD), MdBCansel Kiziltepe (* 1975)

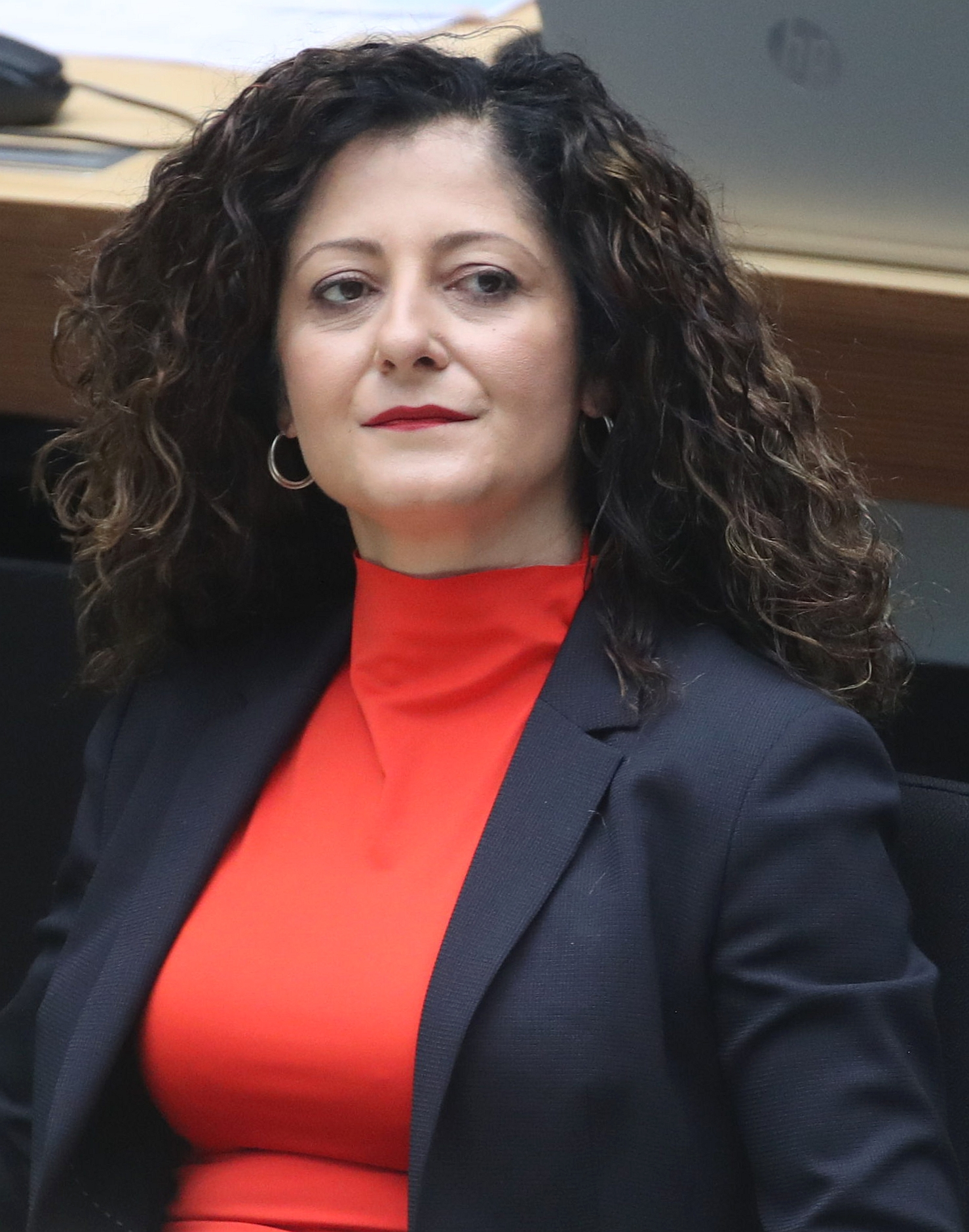
Cansel Kiziltepe (* 1975)

- Kızıltuğ, Can (* 1994), türkischer Schauspieler und Musiker
- Kızıltuğ, Cem (* 1974), türkischer Illustrator und Cartoonist
- Kızılyürek, Niyazi (* 1959), türkisch-zypriotischer Politikwissenschaftler und Politiker (AKEL), MdEP
- Kizito, John Ssebaana (1934–2017), ugandischer Politiker
- Kizito, Joseph (* 1967), ugandischer Geistlicher und römisch-katholischer Bischof von Aliwal

### Kizm
- Kizmaz, Abdul (* 1992), deutscher Fußballspieler

### Kizo
- Kizo, sächsischer adliger Kriegsherr

### Kizu
- Kizu, Natsuki (* 1992), japanische Mangaka

### Kizy
- Kizyma, Marta (* 1994), ukrainische Schauspielerin
- Kizyn, Maxim Alexejewitsch (* 1991), russischer Eishockeyspieler

### Kizz
- Kizz Daniel (* 1994), nigerianischer Sänger, Songwriter und Plattenproduzent
- Kizzee, Dijon († 2020), US-amerikanisches Opfer eines Polizeieinsatzes
- Kizzy (* 1979), niederländische Sängerin, Schauspielerin und Moderatorin